# Питер Шафер
Сер Питер Левин Шафер,  (енгл. Sir Peter Levin Shaffer, CBE, IPA: ; Ливерпул, 15. мај 1926. — Корк, 6. јун 2016) био је енглески драматург, сценариста и романописац, аутор бројних награђиваних представа од којих је неколико претворено у филмове.

## Младост и образовање
Шафер је рођен у јеврејској породици у Ливерпулу, као син Реке (рођ. Фредман) и Џека Шафера, агента за некретнине. Био је брат близанац драматурга Ентонија Шафера са којим је сарађивао.
Образовао се у Основној школи „Хол” у Хампстеду те Средњој школи „Сент Пол” у Лондону, а потом је добио стипендију за Колеџ Тринити у Кембриџу где је студирао историју. Шафер је био Бевинов омладинац радећи као рудар у Другом светском рату, те је прихватао бројне послове укључујући посао писара у књижари и асистента у Њујоршкој јавној библиотеци; потом је открио свој таленат за драму.

## Позоришна каријера
Шаферова прва представа, Земља соли (енгл. The Salt Land) из 1954. године, представљена је на Би-Би-Сију. Охрабрен овим успехом, Шафер је наставио да пише и своју репутацију драматурга стекао је до 1958. године, продукцијом Вежбе пет прстију (енгл. Five Finger Exercise), која се премијерно извела у Лондону под палицом Џона Гилгада и која је освојила Награду за стандардну вечерњу драму (енгл. Evening Standard Drama Award). Када се Вежба пет прстију преселила у град Њујорк 1959. године, била је једнако добро прихваћена и Шеферу је донела Награду Круга њујоршких драмских критичара за најбољу страну представу (енгл. New York Drama Critics' Circle Award for Best Foreign Play).
Шаферово следеће дело је било двојно, Властито ухо / Око јавности (енгл. The Private Ear / The Public Eye), две представе са по три лика које говоре о аспектима љубави. Изведене су маја 1962. године у Глоуб театру, а у обе су глумили Меги Смит и Кенет Вилијамс. Смитова је са 27 година освојила Награду за стандардну вечерњу драму за најбољу главну глумицу (енгл. Evening Standard Theatre Award for Best Leading Actress).
Национални театар је основан 1963. године, а готово сав Шаферов накнадни рад веже се управо за ово позориште. Његов канон садржи јединствену мешавину филозофских драма и сатиричких комедија. Краљевски Лов на Сунце (енгл. The Royal Hunt of the Sun) из 1964. године представља трагично освајање Перуа од стране Шпаније, док Црна комедија (енгл. Black Comedy) из 1965. године осликава духовит поглед на лудорије групе ликова који покушавају да нађу излаз из мркле црне собе — мада је позорница заправо добро осветљена.
Еквус (енгл. Equus) из 1973. донео је 1975. године Шаферу Награду Тони за најбољу представу, као и Награду Круга њујоршких драмских критичара. Адаптација сценарија представе је номинована за Оскар за најбољи адаптирани сценарио (1978).Еквус је путовање у ум 17-годишњег коњушара који је забо шиљке у очи шест коња; представа је имала преко 1.000 извођења на Бродвеју. Оживео ју је масачусетски Беркширски позоришни фестивал лета 2005. и 2007, затим редитељ Теј Шарок у лондонском Гилгудовом позоришту фебруара 2007, као и перформанс на Бродвеју (под Шароковим вођством) септембра 2008. Последња поменута продукција, која се изводила у Њујорку до фебруара 2009, захтевала је да се коњушар појави наг; звезда представе, Данијел Редклиф, још увек је била повезивана за филмовима о Харију Потеру намењеним општој публици, што је довело до благе контроверзе.
Шафер је наставио да ниже успехе делом Амадеус (енгл. Amadeus) из 1979. године, којим је освојио Награду за стандардну вечерњу драму (енгл. Evening Standard Drama Award) те Награду позоришне критике (енгл. Theatre Critics' Award) за лондонску продукцију. Ово је прича о Волфгангу Амадеусу Моцарту и дворанском композитору Антонију Салијерију који, савладан љубомором што слуша „божји глас” који долази од „бестидног детета”, одлучује да уништи свог ривала. Када се представа преселила на Бродвеј, освојила је 1981. године Награду Тони за најбољу представу те је, као и Еквус, била изведена више од 1.000 пута.
Након успеха Амадеуса, Шафер је 1986. године написао представу Летис и љупчац (енгл. Lettice and Lovage), и то посебно за Даму Меги Смит, а дело је било номиновано за другу Награду Тони коју је Смитова на крају — после три номинације — 1990. године и освојила. Летис и љупчац је такође донео Маргарет Тајзак награду за најбољу улогу подршке, а продукција је номинована и за најбољу режију драме, све за Награду Тони 1990.

## Филмска адаптација
Неколико Шаферових представа претворено је у филм, укључујући Вежбу пет прстију (1962), Краљевски Лов на Сунце (1969) и Око јавности (1962), од којих су касније створени филмови Пратите ме! (енгл. Follow Me!; 1972), Еквус (1977) и Амадеус (1984), са освојених осам Академијиних награда укључујући ону за најбољи филм.
Шафер је имао две номинације за Академијину награду за адаптацију својих представа Еквус и Амадеус на велике екране. За писање сценарија за Еквус, номинован је 1977. године за Оскара за најбољи адаптирани сценарио, али награда је отишла Алвину Сарџенту који је написао сценарио за Џулију (енгл. Julia). За писање сценарија за Амадеуса, Шафер је 1984. године добио Златни глобус за најбољи сценарио те Оскара за најбољи адаптирани сценарио (исте године).

## Приватни живот
Шафер је био геј али о томе никада није писао или говорио у јавности. Његов партнер Роберт Леонард преминуо је 1990. године.

## Смрт
Шафер је умро 6. јуна 2016. године у 91. години живота, на путу ка југозападу Ирске.

## Награде
Шафер је 1992. године добио Награду Вилијам Инџ за истакнуто остварење у америчком театру (енгл. William Inge Award for Distinguished Achievement in the American Theatre). Две године касније, именован је за Камерон Макинтош гостујућег професора Савременог театра на Универзитету Оксфорд (енгл. Cameron Mackintosh Visiting Professor of Contemporary Theatre at Oxford University).
Године 1993, додељено му је почасно звање „доктор књижевности” (енгл. Doctor of Letters) од стране Универзитета Бат.
Шаферова представа Вежба пет прстију освојила је Награду за вечерњу стандардну драму (енгл. Evening Standard Drama Award) након премијере у Лондону, а потом и Награду Круга њујоршких драмских критичара за најбољу страну представу (енгл. New York Drama Critics' Circle Award for Best Foreign Play) након извођења у граду Њујорку.
Шаферова представа Еквус освојила је 1975. године Награду Тони за најбољу представу (енгл. Tony Award for Best Play) те Награду Круга њујоршких драмских критичара исте године. Његова адаптација сценарија представе номинована је 1977. године за Оскара за најбољи адаптирани сценарио (енгл. Best Adapted Screenplay Oscar).
Шаферова представа Амадеус освојила је Награду за вечерњу стандардну драму и Награду позоришних критичара (енгл. Theatre Critics' Award) за своју првобитну лондонску продукцију. Након пресељења позорнице на Бродвеј, Амадеус је 1981. године освојио Награду Тони за најбољу представу. Његова адаптација сценарија представе освојила је 1984. године Оскара за најбољи адаптирани сценарио, као и Златни глобус за најбољи сценарио (енгл. Golden Globe for Best Screenplay) исте године.
Шаферова представа Летис и љупчац номинована је за другу Награду Тони, а за свој перформанс у овој представи Дама Меги Смит освојила је након три номинације 1990. Награду Тони за најбољу глумицу. Летис и љупчац је такође донео Маргарет Тајзак Награду Тони за најбољу улогу подршке те је 1990. био номинован за Награду Тони за најбољу режију представе.

## Признања
Шафер је 1987. године добио титулу , а на додели Новогодишњих признања 2001. (енгл. 2001 New Year's Honours) именован је за -а. Ушао је у Америчку позоришну дворану славних 2007. године.